# Hempels paradox

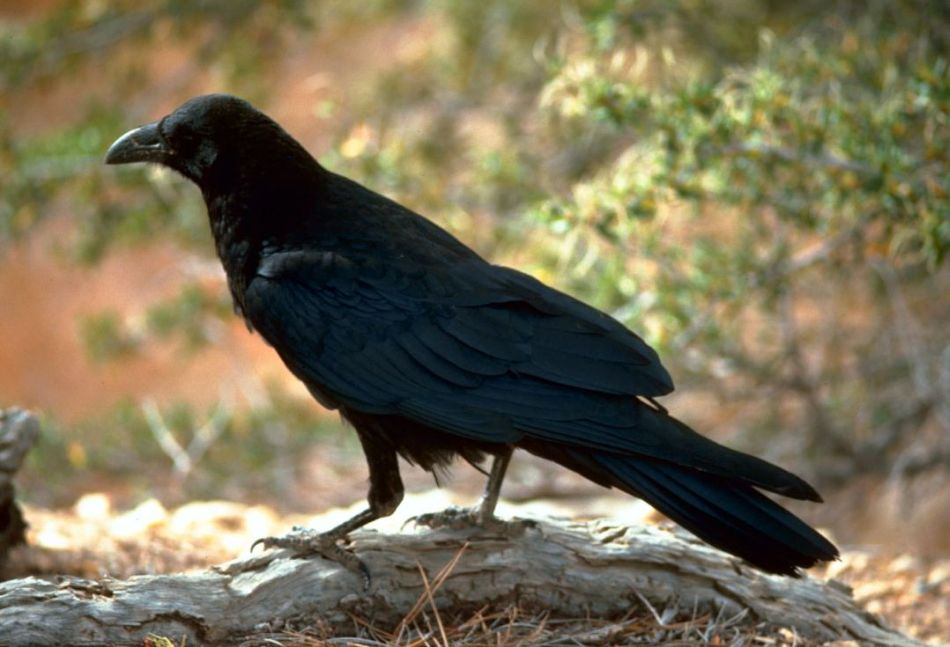
En svart korp

Icke-svarta icke-korpar

Hempels paradox, även korpparadoxen, är en implikationsparadox som först formulerades av den tyske filosofen och logikern Carl Gustav Hempel på 1940-talet för att illustrera ett problem där den induktiva logiken strider mot mänsklig intuition.
Hempel beskriver paradoxen genom en hypotes om att alla korpar är svarta. Detta påstående är, inom logiken, ekvivalent med påståendet alla icke-svarta ting är icke-korpar. Om någon undersökte ett stort antal korpar, och fann att de alla var svarta, så skulle dennes tro om att alla korpar är svarta stärkas. Men om denne någon undersökte ett stort antal röda äpplen och drog slutsatsen att alla icke-svarta ting är icke-korpar, så skulle denne ändå, enligt logikens lagar, ha skäl för att stärkas i sin övertygelse om att alla korpar är svarta. Det är dock inte intuitivt att vi skulle verifiera (styrka) påståendet genom att observera ting som bruna bord, vita moln eller blåa miniräknare.

## Induktionsprincipen
Induktionsprincipen slår fast att:
- Om ett fall X som är konsistent med teorin T observeras, så ökar sannolikheten för att T är sann.

Inom vetenskapen används induktiva resonemang ofta för att ge stöd åt fysiska lagar, som gravitationslagen, som ofta baseras på ett näst intill oändligt antal observationer, utan motexempel.
I korpparadoxen testas 'lagen' alla korpar är svarta. Detta problem har sammanfattas i en dikt av Gelett Burgess (fritt översatt):
Jag har aldrig sett en lila ko
Men om jag såg en
Skulle sannolikheten för att alla korpar är svarta
Ha en bättre chans att vara ett?